# Rumigny (Somme)
Rumigny és un municipi francès situat al departament del Somme i a la regió dels Alts de França. L'any 2007 tenia 580 habitants.

## Demografia

### Població
El 2007 la població de fet de Rumigny era de 580 persones. Hi havia 216 famílies de les quals 40 eren unipersonals (20 homes vivint sols i 20 dones vivint soles), 72 parelles sense fills, 100 parelles amb fills i 4 famílies monoparentals amb fills.
La població ha evolucionat segons el següent gràfic:
Habitants censats

### Habitatges
El 2007 hi havia 230 habitatges, 220 eren l'habitatge principal de la família, 6 eren segones residències i 4 estaven desocupats. Tots els 227 habitatges eren cases. Dels 220 habitatges principals, 190 estaven ocupats pels seus propietaris, 22 estaven llogats i ocupats pels llogaters i 8 estaven cedits a títol gratuït; 2 tenien una cambra, 1 en tenia dues, 19 en tenien tres, 56 en tenien quatre i 142 en tenien cinc o més. 190 habitatges disposaven pel capbaix d'una plaça de pàrquing. A 83 habitatges hi havia un automòbil i a 117 n'hi havia dos o més.

### Piràmide de població
La piràmide de població per edats i sexe el 2009 era:
| Homes | Edats   | Dones |
| ----- | ------- | ----- |
| 0     | 95 o +  | 0     |
| 0     | 90 a 94 | 0     |
| 0     | 85 a 89 | 4     |
| 0     | 80 a 84 | 8     |
| 12    | 75 a 79 | 12    |
| 16    | 70 a 74 | 4     |
| 4     | 65 a 69 | 20    |
| 8     | 60 a 64 | 12    |
| 32    | 55 a 59 | 12    |
| 24    | 50 a 54 | 32    |
| 8     | 45 a 49 | 16    |
| 28    | 40 a 44 | 20    |
| 24    | 35 a 39 | 20    |
| 32    | 30 a 34 | 32    |
| 16    | 25 a 29 | 8     |
| 12    | 20 a 24 | 16    |
| 16    | 15 a 19 | 4     |
| 20    | 10 a 14 | 20    |
| 24    | 5 a 9   | 28    |
| 20    | 0 a 4   | 16    |

## Economia
El 2007 la població en edat de treballar era de 382 persones, 264 eren actives i 118 eren inactives. De les 264 persones actives 249 estaven ocupades (129 homes i 120 dones) i 15 estaven aturades (9 homes i 6 dones). De les 118 persones inactives 56 estaven jubilades, 33 estaven estudiant i 29 estaven classificades com a «altres inactius».

### Ingressos
El 2009 a Rumigny hi havia 221 unitats fiscals que integraven 561,5 persones, la mediana anual d'ingressos fiscals per persona era de 22.673 €.

### Activitats econòmiques
Dels 12 establiments que hi havia el 2007, 1 era d'una empresa de fabricació d'altres productes industrials, 6 d'empreses de construcció, 1 d'una empresa de transport, 1 d'una empresa immobiliària, 1 d'una empresa de serveis i 2 d'empreses classificades com a «altres activitats de serveis».
Dels 5 establiments de servei als particulars que hi havia el 2009, 1 era una fusteria, 2 lampisteries, 1 electricista i 1 empresa de construcció.
L'any 2000 a Rumigny hi havia 6 explotacions agrícoles.

## Equipaments sanitaris i escolars
El 2009 hi havia una escola elemental integrada dins d'un grup escolar amb les comunes properes formant una escola dispersa.

## Poblacions més properes
El següent diagrama mostra les poblacions més properes.